# Битва за Селге
Битва за Селге — один з епізодів війни у Малій Азії, котру вів претендент на царський титул із бічної гілки Селевкидів Ахей.
У 218 р. до н. е. Ахей, котрий на той час оголосив себе царем та тримав під контролем більшу частину малоазійських володінь Селевкидів, розпочав кампанію у Пісідії проти коаліції під проводом міста Селге (розташоване в тій частині цієї історичної області, що лежить між сучасними автодорогами Анталія — Испарта і Сіде — Бейшехір). У битві під Педнелісом його полководець Гарсіерис завдав важкої поразки селгеям, звільнив Педнеліс від облоги та стрімко рушив за ворогом, що втікав. Він устиг наблизитися до Селге ще до того, як його мешканці оговтались та взяли під контроль гірські проходи, що ведуть сюди.
Пригнічені поразкою, селгеї почали переговори з Гарсіерисом, виславши для цього одного зі своїх громадян Логбасіса, котрий мав зв'язки з домом Селевкидів (зокрема, товаришував з Антіохом Гіераксом, який до Ахея оголосив себе царем у Малій Азії, а також був опікуном майбутньої дружини Ахея). Втім, Логбасіс вирішив зрадити співгромадян та запропонував видати місто, після чого Гарсіерис закликав прибути до Селге самого Ахея. Поки очікували останнього, між захисниками та армією Гарсіериса встановилось перемир'я, так що солдати з останньої навіть почали ходити в місто по продовольство. Це дозволило Логбасісу потрохи зібрати в своїй садибі значний загін.
Коли прибув Ахей, селгеям обіцяли м'які умови капітуляції, для затвердження яких вони організували загальні збори, покликавши навіть воїнів, що чергували на стінах. У цей час Ахей рушив на місто, одночасно пославши частину сил з Гарсіерисом проти святилища Зевса, що виситься над Селге та виконує функцію акрополя. На щастя для селгеїв, цей рух помітив один з пастухів і приніс звістку в народні збори. Селгеї поспішили назад на сторожові пости та до акрополя, тоді як частина громадян рушила до дому Логбасіса та змогла перебити всіх, хто засів там. Для збільшення кількості захисників, через глашатаїв оголосили свободу рабам, які братимуть участь у битві. Побачивши, що акрополь осаджений захисниками, Гарсіерис не наважився на штурм та відступив. Що стосується Ахея, то його сили підійшли до самої брами міста. Тут під час вилазки селгеї перебили сімсот нападників, примусивши Ахея також припинити штурм та відступити до табору.
З усім тим, враховуючи попередню поразку та нерівність сил, селгеї були згідні прийняти доволі важкі умови. Вони не лише видали всіх полонених педнелісян, але й погодились виплатити сімсот талантів, з яких чотириста одразу.
Можливо відзначити, що хоча пісідійська кампанія Ахея закінчилась успішно, проте це дозволило його ворогу пергамському царю Атталу I напасти на протилежний край володінь. Тут він захопив еолійські міста Кими, Темнос та Егеї, північноіонійські Смірну і Фокею, а також укріплення у східній частині Місії, які до того контролював полководець Ахея Фемістокл.